# Liste des quais de Toulouse

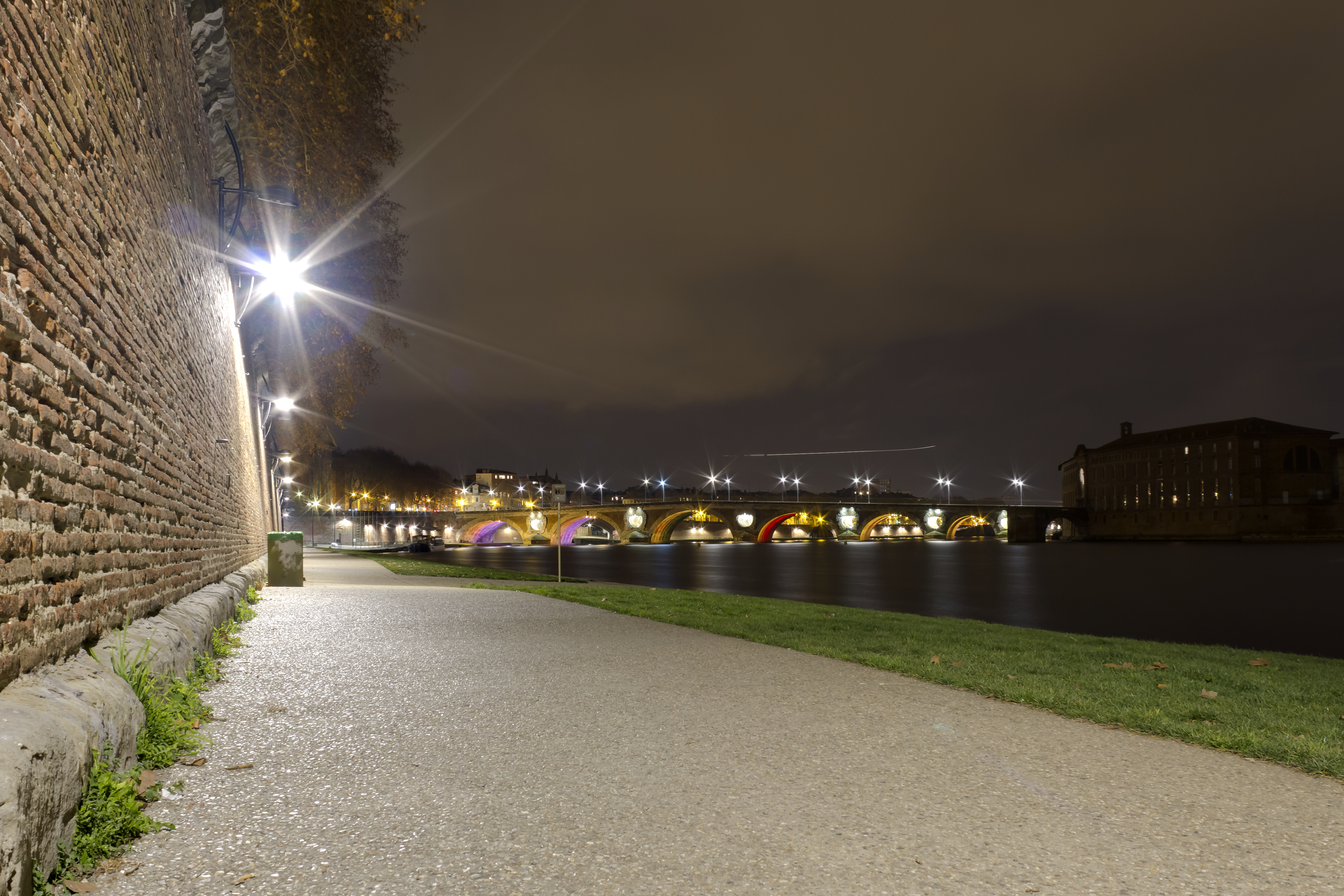
Les quais et le Pont-Neuf depuis la promenade Henri-Martin.

Les quais de Toulouse sont les voies aménagées en bord de la Garonne.

## Histoire

### Du Moyen Âge auXVIIesiècle
En rive gauche, le faubourg Saint-Cyprien est, depuis son développement à partir du XIe siècle, soumis aux mouvements de la Garonne et particulièrement aux inondations. En 1544, la construction du Pont-Neuf oblige les architectes à prévoir la réalisation d'aménagements destinés à renforcer l'assise du pont. Des travaux sont engagés entre la culée du Pont-Neuf et la porte de Muret (emplacement de l'actuelle place du Fer-à-Cheval) : une première digue est formée par des remblais de terre consolidés par des pieux. Les travaux sont terminés au début du XVIIe siècle, alors que le Pont-Neuf est lui-même achevé en 1632. Entre 1649 et 1658, un mur de quai, pourvu d'un parapet, est élevé le long de la digue. Il est équipé d'un dispositif d'abordage pour les bateaux. La digue est plantée d'ormeaux – elle est désignée sous le nom de quai des Ormeaux (actuel cours Dillon) – et devient un lieu de promenade.

### Les travaux auXVIIIesiècle
Le quai des Ormeaux est cependant régulièrement endommagé par les inondations. Les habitants du faubourg, victimes des destructions, demandent régulièrement aux capitouls le rehaussement du quai afin de les mettre à l'abri. En 1756, grâce à l'action d'Arthur Richard Dillon, archevêque de Toulouse et président des États de Languedoc, de nouveaux travaux de consolidation sont menés.
En 1764, les États de Languedoc s'inquiètent de la stabilité du Pont-Neuf, dont la culée sur la rive droite sont menacées par les crues de la Garonne. En janvier 1764, un mémoire est présenté afin de permettre la création d'un quai entre le Pont-Neuf et la pile de l'ancien pont de la Daurade, face aux bâtiments du monastère de la Daurade. Dans le même temps, d'autres projets prévoient la création d'un port de commerce sur le fleuve, directement relié au canal du Midi et au port de l'Embouchure par un nouveau canal contournant la chaussée du Bazacle, impraticable pour les bateaux naviguant sur la Garonne. En novembre 1766, les États de Languedoc décident donc la construction d'un quai entre le Pont-Neuf et l'ancien port Bidou, ainsi que la réalisation d'un nouveau canal – le canal de Brienne – et de deux ports modernes – le port de la Daurade et le port Saint-Pierre. Les travaux en sont confiés à Joseph-Marie de Saget, directeur des travaux publics de la sénéchaussée de Toulouse et de la province de Languedoc. En 1777, le projet est complété et prolongé jusqu'au Bazacle.
Entre 1782 et 1788, de nouveaux travaux sont engagés en rive gauche par les États de Languedoc, qui font aménager depuis 1776, dans la perspective du Pont-Neuf, une nouvelle rue (actuelle rue de la République), aboutissant à la nouvelle place et à la porte Saint-Cyprien et, au-delà, à la route de la Gascogne (actuelle avenue Étienne-Billières). Joseph-Marie de Saget prévoit le rehaussement et l'élargissement de la digue et du quai du cours Dillon, mais aussi l'aménagement d'une rue en contrebas (actuelle rue Charles-Laganne), bordée d'immeubles aux façades uniformes, dont le plan est dressé par Jacques-Pascal Virebent.
Au mois de mai 1782, la mort de Joseph-Marie de Saget n'interrompt pas les travaux, qui sont poursuivis par son frère, Charles de Saget. En 1788, les travaux sont presque achevés, mais la réalisation des façades est abandonnée en raison des coûts supplémentaires qu'elle engendre pour les propriétaires.

### Les travaux auXIXesiècle
En 1851, le conseil municipal décide la construction d'un nouveau quai destiné à protéger l'île de Tounis. Entre 1851 et 1856, le quai de Tounis est élevé, transformant profondément le paysage de l'île.

### Les digues duXXesiècle
Au milieu du XXe siècle, afin de protéger les quartiers des faubourgs menacés par les crues de la Garonne, la décision est prise de construire de nouvelles digues en amont et en aval des anciens quais, aussi bien sur la rive droite que sur la rive gauche. En 1954, les premières digues sont construites entre les ponts d'Empalot et le pont Saint-Michel. Entre 1965 et 1966, les travaux sont poursuivis par la constructions de nouvelles digues entre la chaussée du Bazacle et le pont de Blagnac.

## Voies

### Rive gauche
- Cours Dillon
- Quai de l'Exil-Républicain-Espagnol
- Place du Conseil-Municipal-des-Enfants
- Promenade du Docteur-Charles-Rose
- Boulevard Richard-Wagner

### Rive droite
- Avenue du Maréchal-de-Lattre-de-Tassigny
- Boulevard du Maréchal-Juin
- Avenue Maurice-Hauriou
- Quai de Tounis
- Quai de la Daurade
- Quai Lucien-Lombard
- Quai Saint-Pierre
- Promenade du Bazacle

## Parcs et jardins publics

### Rive gauche
- Parc de la prairie des Filtres
- Jardin Raymond-VI

## Protection
Le 22 mars 1988, le plan d'eau et les berges de la Garonne, entre le pont Saint-Michel et le pont des Catalans, sont inclus dans la liste des sites classés. La protection concerne le fleuve lui-même et inclut les quais, les ports de la Daurade, Saint-Pierre et Saint-Cyprien, et les ponts Neuf, Saint-Pierre et des Catalans.